# ビブラクテ

ビブラクテのオッピドゥムの平面図

ビブラクテ（Bibracte）は、ハエドゥイ族の主たる居住地だったオッピドゥム（城塞都市）であり、ガリアでも最重要のヒルフォートだった。現代のフランスで言えば、ブルゴーニュのオータンの近くにあった。ハエドゥイ族の文化は鉄器時代後期のラ・テーヌ文化に属する。
紀元前58年のビブラクテの戦いで、ガイウス・ユリウス・カエサルの軍がビブラクテの南16マイルの地点でヘルウェティイ族を打ち破った。紀元前52年、ウェルキンゲトリクスはビブラクテでガリア人連合のリーダーとなった。アレシアの戦いに勝利したカエサルが『ガリア戦記』を口述筆記させて完成させたのもビブラクテでのことだった。ローマがガリアを征服して数十年後、25キロメートルほど離れた場所にオータンが建設され、ビブラクテは放棄された。その後居住する者がいなかったため、ビブラクテはそのまま地中に保存され、現代になって発掘されることになった。
最初の発掘は、1867年から1895年にかけてワイン商人 Gabriel Bulliot が行った。その甥である Joseph Déchelette は1897年から1907年にかけて発掘を継続し、Manuel d'Archéologie という著作で知られるようになった。
今日ではブーヴレ山 (Mont Beuvray) が一般に古代のビブラクテのあった場所とされている。この遺跡はブルゴーニュのニエーヴル県とソーヌ＝エ＝ロワール県の県境を跨いでいる。この遺跡は保護森林に囲まれた考古学的公園になっており、一般向けにガリア文化を解説するセンターと共に若い考古学者の訓練の場にもなっている。ブーヴレ山では、シェフィールド、キール、ブダペスト、ウィーン、ライプツィヒの大学の共同チームによる重要な発掘調査が行われている。

## ギャラリー

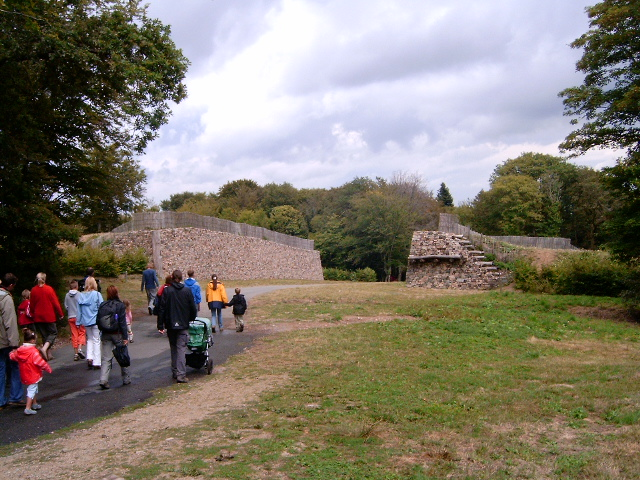
ビブラクテの城壁
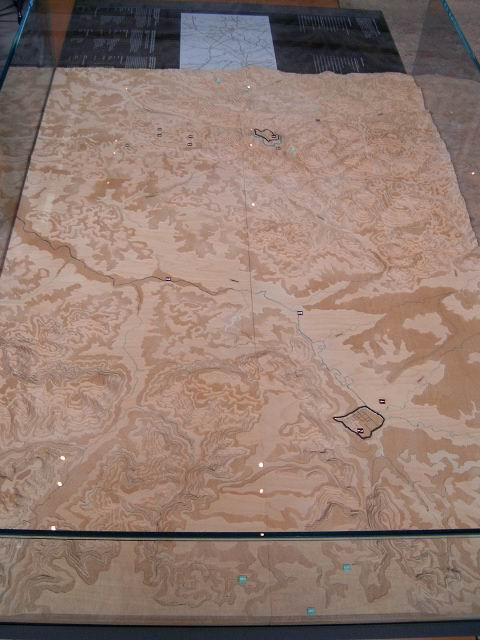
ビブラクテとオータン
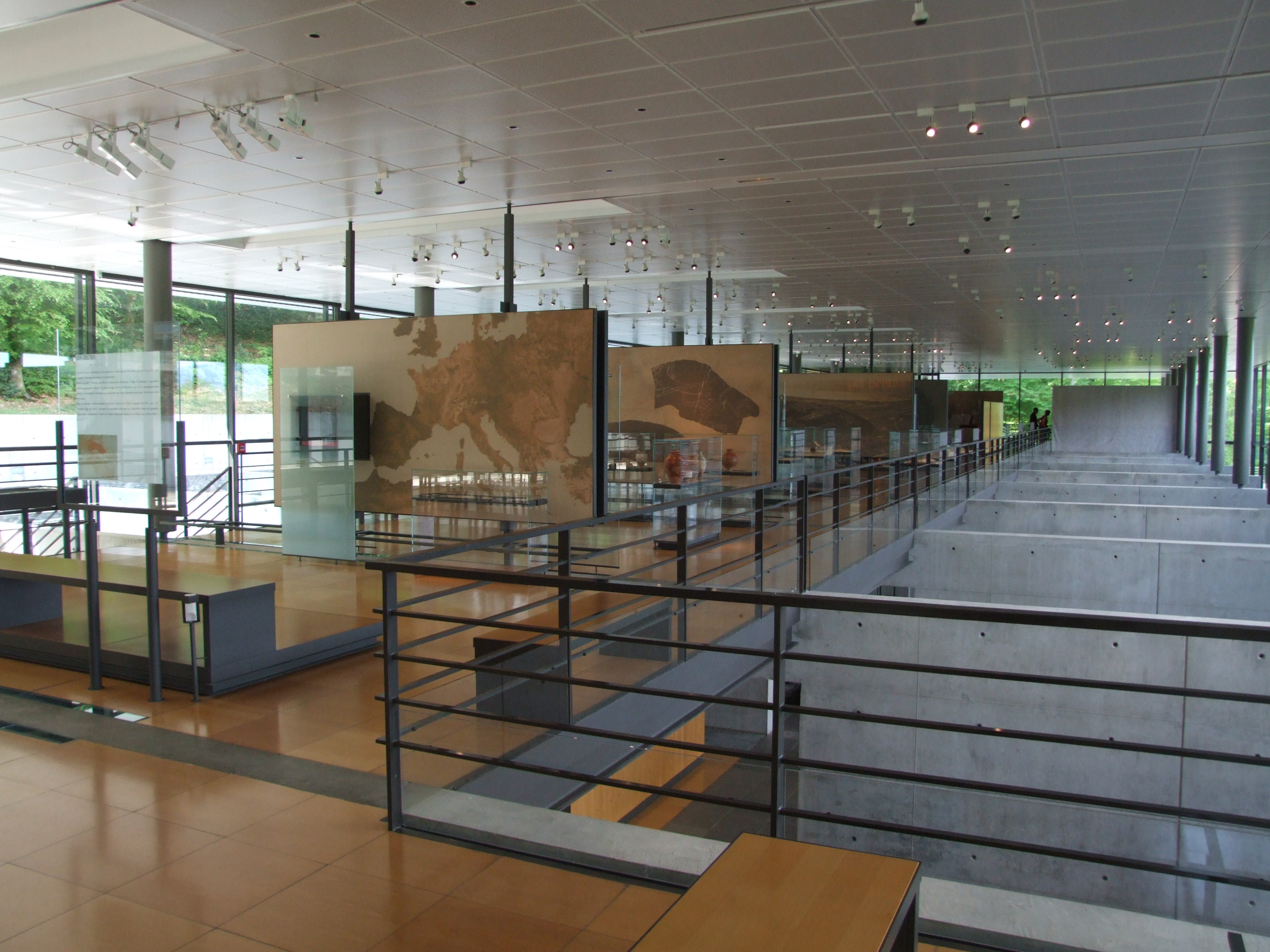
ビブラクテの博物館